# Ngày Quốc tế vì Dân chủ
Năm 2007, Đại hội đồng Liên Hợp Quốc đã quyết định ngày 15 tháng 9 hàng năm là Ngày Quốc tế vì Dân chủ (tiếng Anh: International Day of Democracy), với mục đích thúc đẩy và duy trì các nguyên tắc dân chủ và mời gọi tất cả các quốc gia và các tổ chức thành viên để kỷ niệm ngày này một cách thích hợp góp phần nâng cao nhận thức cộng đồng.
Lời mở đầu của Nghị quyết khẳng định:
| “ | Trong khi các nền dân chủ chia sẻ những đặc điểm chung, không có mô hình duy nhất của dân chủ và dân chủ không thuộc về riêng bất cứ quốc gia hoặc khu vực nào... Dân chủ là một giá trị phổ quát dựa trên ý chí tự do biểu đạt của người dân để xác định hệ thống chính trị, kinh tế, xã hội và văn hóa riêng của họ, và sự tham gia đầy đủ của họ trong tất cả các khía cạnh của cuộc sống | ” |

## Bối cảnh
Vào tháng 9 năm 1997, Liên minh Liên nghị viện (IPU) đã thông qua một Tuyên bố chung về dân chủ. Tuyên bố đó khẳng định các nguyên tắc dân chủ, các yếu tố và sự thực hiện của các chính phủ dân chủ, và phạm vi quốc tế của nền dân chủ.
Các cuộc hội thảo quốc tế về nền dân chủ mới và phục hồi (Quá trình ICNRD) bắt đầu vào năm 1988 theo sáng kiến của Tổng thống Corazon C. Aquino của Philippines sau khi diễn ra cuộc "Cách mạng sức mạnh Nhân dân" hòa bình để lật đổ 20 năm chế độ độc tài của Ferdinand Marcos. Lúc đầu là một diễn đàn liên chính phủ, quá trình ICNRD phát triển thành một cấu trúc ba bên với sự tham gia của các chính phủ, quốc hội và xã hội dân sự. Hội nghị lần thứ sáu (ICNRD-6) đã diễn ra tại Doha, Qatar vào năm 2006 củng cố bản chất ba bên của quá trình và kết thúc với Tuyên bố và Kế hoạch hành động nhằm tái khẳng định các nguyên tắc và các giá trị cơ bản của nền dân chủ.
Dựa trên kết quả của Hội nghị ICNRD-6, một Hội đồng tư vấn được thành lập bởi chủ tịch của quá trình - Qatar - đã quyết định để thúc đẩy một Ngày Quốc tế Dân chủ. Qatar đã dẫn đầu trong việc soạn thảo các văn bản của nghị quyết Đại hội đồng Liên Hợp Quốc triệu tập và họp tham vấn với các nước thành viên Liên Hợp Quốc. Theo đề nghị của IPU, 15 tháng 9 (ngày thông qua Tuyên ngôn dân chủ) được chọn là ngày mà cộng đồng quốc tế sẽ cử hành Ngày Quốc tế Dân chủ mỗi năm. Nghị quyết với tựa đề "Hỗ trợ bởi hệ thống Liên hiệp quốc trong nỗ lực của các Chính phủ để thúc đẩy và củng cố nền dân chủ mới hoặc khôi phục", đã được thông qua bởi sự đồng thuận vào ngày 08 tháng 11 năm 2007.

## Chương trình năm 2014
Chủ đề của Ngày Quốc tế Dân chủ vào năm 2014 là "Sự dấn thân của người trẻ vì dân chủ" ("Engaging youth on democracy").
Trong thông cáo báo chí của mình, Chủ tịch IPU Abdelwahad Radi nói, "Đó là một lời sáo rỗng khi luôn luôn liên kết người trẻvới tương lai. Những người trẻ tuổi không chỉ có sức mạnh để xác định tương lai, mà còn quyết định hiện tại. Tuy nhiên, họ còn bị bỏ qua trong nhiều tiến trình ra quyết định chính trị chính thống và điều này cần phải thay đổi".
IPU cho biết sự tham gia của thanh thiếu niên có một ý nghĩa đặc biệt cho dân chủ và một chương trình để hỗ trợ người trẻ và sự tham gia của phụ nữ trong tiến trình dân chủ đang được tiến hành, theo một nghị quyết đã được Hội đồng IPU thông qua vào năm 2010. IPU công bố sẽ tổ chức Hội nghị Nghị viên trẻ toàn cầu (Global Conference of Young Parliamentarians) đầu tiên vào ngày 10 và 11 Tháng 11 năm 2014 và tất cả các nghị viên đều được mời tham dự.
Một cuộc thi ảnh mang tên "Dấn thân để thay đổi" ("Engage for Change") khuyến khích thanh thiếu niên thể hiện những hành động họ có thể làm để mang lại thay đổi tích cực trong xã hội, bằng cách gửi một bức ảnh cho thấy họ làm việc cho sự thay đổi tích cực trong cộng đồng, khu vực, quốc gia hay thế giới.

## Chương trình năm 2015
Chủ đề của Ngày Quốc tế Dân chủ vào năm 2015 là "Tạo không gian cho xã hội dân sự" ("Space for Civil Society").